# Canthocamptus dedeckkeri
Canthocamptus dedeckkeri е вид челюстнокрако от семейство Canthocamptidae. Видът е уязвим и сериозно застрашен от изчезване.

## Разпространение
Разпространен е в Австралия.